# Anxiété sociale (émotion)
Ne doit pas être confondu avec Phobie sociale, Agoraphobie, Ochlophobie ou Misanthropie.
 Mise en garde médicale
L'anxiété sociale est une forme spécifique d'anxiété.

## Description
C'est une émotion caractérisée par un inconfort ou une peur lorsqu'une personne se trouve dans une interaction sociale qui implique une inquiétude à être jugée ou évaluée par les autres. Elle est typiquement caractérisée par une peur intense de ce que les autres pensent d'elle (plus spécifiquement une peur de s’embarrasser, de s'humilier, les critiques, le rejet...), qui résulte du sentiment individuel d'insécurité ou de ne pas être assez bien pour les gens, ou la supposition que ses pairs vont directement la rejeter. 
Le développement de l'anxiété sociale se produit tôt dans l'enfance en tant qu'une partie normale du développement du fonctionnement social et est une étape que la plupart des enfants dépassent ensuite, mais elle peut persister ou refaire surface et se transformer en une anxiété sociale chronique durant l'adolescence et possiblement une fois adultes. La fréquence à laquelle l’anxiété sociale est ressentie, ainsi que les types de situation où elle se manifeste, peuvent varier d’une personne à l’autre.
L'anxiété sociale chronique, qui cause une détresse considérable et dégrade les capacités de fonctionnement dans au moins quelques moments de la vie quotidienne, est un trouble anxieux appelé la phobie sociale. Elle est la forme la plus commune de troubles anxieux et l'un des troubles psychiatriques les plus communs, avec 12 % d'adultes américains touchés.

## Étapes

### Développement de l'enfant
L'anxiété sociale apparaît tout d'abord pendant l'enfance et est une émotion normale et nécessaire pour un développement et un fonctionnement social effectif. Des avancées cognitives et de la pression qui s'accroît dans la fin de l'enfance et le début de l'adolescence donne lieu à une anxiété sociale répétée. Les adolescents ont identifié leurs anxiétés les plus fréquentes comme concentrées sur leurs relations à autrui, qui sont l'attraction interpersonnelle, le rejet par leurs pairs, la prise de parole en public, le fait de rougir, les complexes, la peur panique et le comportement du passé. La plupart des adolescents progressent à travers leurs peurs et remplissent les demandes de développement qu'elles contiennent. De plus en plus d'enfants sont diagnostiqués comme ayant de l'anxiété sociale, ce qui peut conduire à des problèmes dans l'éducation si elle n'est pas surveillée de près. Une part de l'anxiété sociale est la peur d'être critiqué par les autres, et elle cause chez les enfants qui en souffrent un stress extrême des activités quotidiennes comme jouer avec les autres enfants, lire à voix haute en classe, ou parler aux adultes. D'un autre côté, quelques enfants avec de l'anxiété sociale agiront comme des idiots exprès à cause de leur peur. L'anxiété sociale est compliquée à détecter chez les enfants, car il faut faire la différence entre l'anxiété sociale et de la simple timidité.

### Chez les adultes
Il est plus facile de détecter l'anxiété sociale chez les adultes, car ils ont tendance à garder leurs distances avec n'importe quelle situation sociale. La forme la plus commune d'anxiété sociale chez les adultes inclut le trac, la peur de parler en public et une grande timidité. Tous ces éléments peuvent avoir une forme clinique, c'est-à-dire devenir des troubles anxieux.
Le critère qui différencie la forme non-clinique de la forme clinique de l'anxiété sociale est le niveau d'intensité des perturbations psychosomatiques et comportementales du sujet, en plus de l'anticipation de la nature de la peur. Les anxiétés sociales peuvent aussi être classifiées selon l'importance du facteur déclenchant de la situation sociale. Par exemple, la peur de manger en public est une situation avec une portée peu importante (manger en public) tandis que la timidité a une portée importante (une personne peut ressentir de la timidité en faisant beaucoup d'activités, dans des circonstances variées). La forme clinique est également divisée en d'autres phobies sociales générales : phobie sociale, la phobie sociale spécifique, etc.

#### L'anxiété sociale dans le domaine affectif
Les rencontres affectives sont souvent une source fréquente d'anxiété sociale.
Cette anxiété est normale dans un contexte qui présente des enjeux psychologiques élevés (risque de rejet, confronter son sentiment de valeur personnelle au regard de l'autre...).
Cependant, cette forme d'anxiété peut parfois générer une inhibition et des comportements d'évitement qui peuvent altérer la possibilité de rencontrer des personnes.
Plusieurs modèles scientifiques en psychologie tentent de mettre en lumière les mécanismes spécifiques à cette forme d'anxiété sociale, au-delà des mécanismes communs partagés avec l'anxiété sociale classique.

## Trouble
Le trouble social anxieux, aussi connu sous le nom de phobie sociale, est un trouble anxieux caractérisé par une peur intense dans une ou plusieurs situations sociales, causant un stress considérable et une incapacité de fonctionner à au moins certains moments de la vie quotidienne. Ces peurs peuvent être déclenchées par la perception ou un réel regard insistant des autres. C'est le trouble anxieux le plus répandu et aussi l'un des troubles psychiatriques les plus communs, avec 12 % d'adultes américains qui en sont touchés.
L'anxiété sociale est souvent accompagnée de symptômes physiques tels qu'un rougissement et une transpiration excessive, des tremblements, des palpitations et des envies de vomir. Un bégaiement peut apparaître, ainsi qu'un débit de parole rapide. Des crises de panique peuvent se produire si le sujet est soumis à une peur intense et un grand inconfort. Certaines personnes qui en souffrent utilisent l'alcool et d'autres drogues afin de réduire leur peur et se désinhiber avant un événement social. Il est commun pour les gens souffrant d'anxiété sociale de pratiquer l'automédication, surtout s'ils ne sont pas diagnostiqués, traités ou les deux; cela peut conduire à l'alcoolisme, des troubles de la conduite alimentaire, ou d'autres genres d'abus de substances. Le trouble social anxieux est parfois mentionné comme une maladie d'opportunités perdues où les individus font des choix de vie majeurs pour qu'elle s'accommode à leur maladie. Des échelles standardisées telles que la Social Phobia Inventory, le SPAI-B et l'échelle d'anxiété sociale de Liebowitz peuvent être utilisées afin de faire écran pour le trouble social anxieux et pour mesurer la sévérité de l'anxiété.
Les comorbidités les plus fréquentes liées à l'anxiété sociale ont une prévalence de 30 à 40 % pour la dépression, 20 à 30 % pour les dépendances, 10 à 15 % pour les troubles bipolaires/TDAH.
Le traitement de première ligne pour le trouble social anxieux est la psychothérapie cognitivo-comportementale avec une médication, seulement pour les cas qui ne sont pas intéressés par une thérapie. La psychothérapie cognitivo-comportementale est efficace pour traiter la phobie sociale, qu'elle soit faite individuellement ou dans des groupes de parole. Les composants cognitifs et comportementaux cherchent à changer par des modèles et des réactions physiques lors de situations qui induisent l'anxiété. L'attention donnée au trouble social anxieux a augmenté de façon significative depuis 1999 avec l'approbation et la commercialisation de médicaments pour son traitement. Ces prescriptions médicales incluent plusieurs classes d'antidépressifs: inhibiteur sélectif de la recapture de la sérotonine, inhibiteur de la recapture de la sérotonine et de la noradrénaline, et inhibiteur de monoamine oxydase. D'autres médicaments communément utilisés incluent les bêta-bloquants et les benzodiazépines.